# مشاع رضا شيباني (اسماعيلي كرمان)
مشاع رضا شیباني (بالفارسية: مشاع رضا شیبانی) هي منطقة سكنية تقع في إيران في منطقة إسماعيلي. يقدر عدد سكانها بـ 107 نسمة .